# 塔利布·阿卜杜勒穆赫辛
塔利布·阿卜杜勒穆赫辛（德語：Taleb Al-Abdulmohsen；1974年11月5日—），是一名移居德國的沙地阿拉伯精神科醫生，以其極端反伊斯蘭教、反移民和極右翼觀點而知名。他被指控實施2024年德國馬格德堡聖誕市場車輛衝撞襲擊事件，造成5人死亡、200多人受傷。

## 生平
阿卜杜勒穆赫辛出生於沙地阿拉伯哈萨省胡富夫的一個什葉派家庭，該地區以什葉派人口为主。阿卜杜勒被形容为一个性格内向、不多社交的人。 有认识他的沙特异见人士表示他孤僻且好斗。 
阿卜杜勒从事医学研究并專攻精神病學。2006年，因放弃伊斯兰教而受死亡威胁的他遷居德國申請政治庇護，并藉此追求職業發展。同年3月，他在接受心理治疗师专业培训期间以客座医生身份来到德国。   
2011 年至 2016 年初，阿卜杜尔莫森居住在施特拉尔松德，在那里完成了部分专业培训。 2013年波士顿马拉松爆炸案发生数天后，梅克伦堡-前波美拉尼亚州内政部称，他就其专科培训考试成绩承认资格，向该州医学协会发出袭击威胁。随后，警方对他的公寓进行了搜查，并检查了电子媒体。然而，调查人员并未发现“真正准备袭击”的证据。同年，他因威胁犯罪被罗斯托克地方法院判处90天每日罰款10歐元。据称，2014 年 1 月，他曾出现在当地办事处并请求经济支持。据称他曾威胁要发动袭击甚至自杀。警方随后找到他，进行威胁评估。据称，2015 年 9 月，他曾致电德国总理府，一个月后又致电司法当局，抱怨罗斯托克判决，并辱骂他人。  
2016 年，阿卜杜勒的政治庇护请求被德国批准，当局担心如果他被遣返回沙特阿拉伯，其安全和权利会受影响。尽管沙特阿拉伯以与恐怖主义和人口贩卖有关的罪名通缉阿卜杜勒穆森，指控他协助把人口从沙特阿拉伯和海湾国家贩卖到欧盟，但德国政府以沙特阿拉伯缺乏正当程序为由拒绝引渡他。 
阿卜杜勒自2020年3月起在贝恩堡联邦监狱（一所州立戒毒监狱）担任医生。他自2024年10月底起，以休假、生病等由不再值班。 

## 馬格德堡聖誕市場車輛衝撞襲擊事件
2024年12月20日，阿卜杜勒穆赫辛涉嫌在吸毒後駕駛汽車高速衝入德國馬格德堡的聖誕市場，造成至少5人死亡，其中包括一名9歲兒童，並導致超過200人受傷。他隨即在案發現場被警方逮捕。

## 觀點
在媒體上，阿卜杜勒穆赫辛以前穆斯林的身份多次公開批評伊斯蘭教。2019年，他接受《法蘭克福評論報》和《法蘭克福匯報》的訪問，表示其是一名幫助難民及移民的活動者。其形容自己是「歷史上對伊斯蘭教最激烈的批評者……根本不存在好的伊斯蘭教」。《明镜》也在同年報導過他，提到他透過其網站wearesaudis.net和X／Twitter，幫助來自沙地阿拉伯及海灣地區的棄教者逃往德國。同年，他在BBC節目中展示其協助庇護申請者的網站。根據《以色列時報》報導，阿卜杜勒穆赫辛曾公開表現支持猶太復國主義立場。他在X／Twitter平台上發文稱，「敘利亞部分地區有幸被納入以色列」，並轉發以色列總理本雅明·內塔尼亞胡的一則貼文，該貼文慶祝敘利亞總統阿薩德政權垮台。此外，他還主張：「阿拉伯人應接受以色列終將吞併加沙地帶、西岸，甚至黎巴嫩的現實。」
在社交平台X／Twitter上，他曾使用一張帶有美國國旗的機槍圖片作為個人頭像，並發表多篇批評德國政府的文章。他聲稱德國正在迫害沙地阿拉伯尋求庇護者，並試圖伊斯蘭化歐洲。在事發前一周，他於一個美國反伊斯蘭部落格的訪談中，指控德國政府進行「秘密行動」，針對沙地阿拉伯前穆斯林，同時卻為敘利亞聖戰分子提供庇護。他的其他言論還涉及右派思想，包括支持德國另類選擇黨政治人物愛麗絲·魏德爾、美國陰謀論者亞歷克斯·瓊斯以及美國企業家伊隆·馬斯克等人。他也分享德國右翼影響者娜奧米·塞比特的影片。他甚至預言：「今年我可能會死亡，原因是：我將不惜一切代價追求正義，而德國當局阻撓所有和平的正義途徑。」在襲擊發生前幾分鐘，他還上傳更多影片，其中一段影片中，聲稱「警察本身就是罪犯。德國民族和德國公民必須為我即將面對的一切負責。」在襲擊發生前的另一段影片中，阿卜杜勒穆赫辛提到：「我認為德國公民應對我在德國遭遇的迫害負責，其中一個原因是有人曾從我信箱中偷走了一個USB隨身碟。」
根據多家德國公共及私人媒體的報導，警方多次接獲針對阿卜杜勒穆赫辛的暴力威脅舉報。德國公共廣播聯盟指出，阿卜杜勒穆赫辛於2013年因威脅犯罪行為被羅斯托克地方法院判處連續90天每日罰款十歐元。聯邦情報局曾收到沙地阿拉伯方面的報告，指出阿卜杜勒穆赫辛早在2023年就揚言要在德國發起重大行動，相關州級政府機構據悉也對此進行了調查。
2019年2月，《明镜周刊》报道称，他将通过其网络论坛wearesaudis.net和X （当时称为 Twitter）帮助其他人从沙特阿拉伯逃往德国。 2019 年 3 月，阿卜杜勒莫森接受了《法蘭克福評論報》和《法兰克福汇报》的采访，在采访中他被介绍为一名逃亡/移民帮助者。 在这些文章中，他这样评价自己：“我是历史上对伊斯兰教最激进的批评者。[...] 世界上没有好的伊斯兰教。” 此外，2019 年，阿布德穆罕森还出现在英国广播公司上，展示了他的网站，该网站旨在帮助寻求庇护的叛教者，“尤其是来自沙特阿拉伯和海湾地区的叛教者”。他创办了一个在线平台，帮助沙特阿拉伯公民在德国申请庇护，并声称德国正在向“叙利亚圣战分子”提供庇护。
2023年秋，一名曾與阿卜杜勒穆赫辛透過網路交流的女子試圖警告柏林警方，稱其計劃殺害20名德國人。然而，她卻錯將電子郵件發送至美國新澤西州柏林警局。
2024年2月，柏林公共办公室指控他滥用紧急呼叫，因为他在没有紧急情况的情况下向柏林警察局大楼内的消防队拨打了紧急呼叫。警方发出了一项刑事命令，每天处以 20 项罚款，每项罚款 30 欧元。袭击发生前一天，即 12 月 19 日，他没有出席听证会。 
在袭击发生前八天，阿卜杜勒穆森在美国反伊斯兰博客RAIR 基金会上接受了 45 分钟的视频采访，散布理论称德国政府正在进行一项“秘密行动”，以“追捕和摧毁”全球沙特前穆斯林的生命，但与此同时叙利亚圣战分子正在德国获得庇护。 他在采访中称自己为左派人士。 
2024年12月21日，前穆斯林中央委员会主席米娜·阿哈迪表示，“并不陌生，因为他多年来一直在恐吓我们。” “他有双重人生，”米娜·阿哈迪告诉德新社。“如果你跟他打交道很久，你会涌现一种奇怪的感觉。他真的让协会成员产生恐慌。” 
无神论难民救济组织曾考虑与阿卜杜勒合作，协调对来自沙特阿拉伯的无神论难民的援助。但这次合作最终失败。 世俗难民援助组织称，2019年，难民援助组织成员在“最恶毒的诽谤和言语攻击之后”对阿卜杜勒提起诉讼，引发了持续数年的法律纠纷，阿卜杜勒于2023年8月在科隆地区法院败诉并向科隆高等地区法院提出上诉。   在袭击发生时，该案件仍在处理过程。
无神论难民救济组织还表示阿卜杜勒并非该组织成员，声称他对他们及其前董事会成员提出了许多虚假的“指控和主张”。该组织“以最强烈的措辞”与阿卜杜勒穆森划清界限。 

## 法律問題與政治庇護
據報導指，沙地阿拉伯在事件發生前曾三度就阿卜杜勒穆赫辛向德國安全部門發出警告。根據《今日印度》報道指，阿卜杜勒穆赫辛因涉及恐怖主義和人口販運有關的罪名而被沙地阿拉伯通緝，特別是涉嫌協助從沙地阿拉伯和海灣國家向歐盟販運人口。儘管沙地阿拉伯提出引渡請求，德國還是在2006年給予他政治庇護，理由是擔心他被遣返沙地阿拉伯後的安全和權利。德國政府以沙地阿拉伯缺乏正當法律程序為由拒絕引渡他。